# Oscar Peralta
Oscar Peralta (Lima, Perú; 4 de setiembre de 1958) es un exfutbolista peruano que jugaba como Arquero e integró diversos clubes amateur y profesionales. Su debut profesional fue con el Club CPT y el Atlético Chalaco.

## Trayectoria
Sus inicios fue en la G.U.E. Carlos Pareja Paz Soldán donde fue parte de la selección de dicho colegio en 1974 y de la selección del distrito del Rimac en 1975. También fue preseleccionado juvenil para dos sudamericanos, el de Venezuela 1976 y Uruguay 1978. Luego pasaría al futbol profesional en primera con el Club Atlético Chalaco y segunda división hasta su retiro.
Actualmente es abogado especializado en Derecho Constitucional y Laboral, además de entrenador de fútbol con licencia B - FPF. Ha sido asistente técnico y preparador de arqueros en los clubes Alcides Vigo, Universidad Nacional Mayor de San Marcos y del Club Deportivo Coopsol y también fue Secretario General y asesor legal de la Asociación Nacional de Entrenadores de fútbol del Perú ANEF PERÚ del 2015 al 2019.

## Clubes
| Club                  | País | Año       |
| --------------------- | ---- | --------- |
| CPT                   | Perú | 1979-1980 |
| Atlético Chalaco      | Perú | 1982-1984 |
| Juventud La Joya      | Perú | 1985      |
| Deportivo AELU        | Perú | 1986      |
| Club Atlético Chalaco | Perú | 1987-1988 |
| Aurora Miraflores     | Perú | 1989      |
| Deportivo Junín       | Perú | 1990      |
| Internazionale        | Perú | 1991      |
| Meteor S.C.           | Perú | 1995      |